# Орцале ла Кјастра (Парма)
Орцале ла Кјастра је насеље у Италији у округу Парма, региону Емилија-Ромања.
Према процени из 2011. у насељу је живело 16 становника. Насеље се налази на надморској висини од 443 м.